# ボートピア習志野
ボートピア習志野（ボートピアならしの）は、東京都六市競艇事業組合と東京都三市収益事業組合が千葉県習志野市に設置していた競艇場外発売場。

## 来歴
千葉県ではボートピア市原に次ぐ2番目のボートピアで2006年（平成18年）9月27日に開業。都心から電車で40分程度でアクセス出来た、関東初の「都市型ボートピア」で、江戸川競艇場全開催をはじめ、SG、GIの全レース等をナイター競走も含め最大4場発売していた。
だが新型コロナウイルス感染症の拡大に伴う全公営競技無観客開催措置の発動により2020年（令和2年）2月28日をもって休館となり、終息の見通しが立たない事から同年6月17日に廃業の申し入れをすることが発表された。舟券・キャッシュレスカードの払い戻しを行うために同年6月22日から7月21日まで臨時開館され、同年7月30日をもって廃止された。その後建物の解体がされ、跡地は倉庫となる（2024年頃に完成予定）。

## アクセス
- 東日本旅客鉄道（JR東日本）京葉線新習志野駅から徒歩3分
- 東日本旅客鉄道（JR東日本）総武快速線・総武緩行線）津田沼駅・京成電鉄本線・千葉線・松戸線京成津田沼駅から無料シャトルバスで20分
- 有料駐車場650台

## フロアー
最大の特徴は1階から3階まで高さ27mのメインホールで、252インチのLEDモニター2台の迫力ある映像とコンサートホール並みの音響設備を持つ。なお、施設内は喫煙所と一部指定席以外全面禁煙。
- 1F 自由席、3F指定席券発売所、カフェテリア
- 2F スパイラルホール（六方をモニターで囲んだ自由席）、2Fあかねビジョン（指定席）、フードコート
- 3F 3Fあかねビジョン、茜倶楽部、Forスモーカーズ（全て指定席）

トータリゼータシステム（投票集計発券システム）は、競艇では珍しい富士通フロンテックを採用しており、開設後長らくの間、管理施行者である江戸川競艇場以外では他場払戻はできなかった。2013年（平成25年）4月3日より全国総合払戻サービス「どこでもはらいおん」の取り扱いを開始し、他場との相互払戻が可能になった。